# 達爾尼齊克
50°49′3″N 24°9′12″E / 50.81750°N 24.15333°E
達爾尼齊克（烏克蘭語：Дарницьке），是烏克蘭西北部的村莊，隸屬沃倫州的沃洛德米爾區。該村始建於1946年，面積0.51平方公里，2001年人口79，人口密度每平方公里155.51人。